# Lanová dráha Velká Úpa – Portášovy Boudy
Sedačková lanová dráha Velká Úpa – Portášovy Boudy je osobní lanová dráha v Krkonoších. Spojuje město Pec pod Sněžkou, respektive jeho část Velkou Úpu, s osadou Portášovy Boudy, která se nachází právě nad Velkou Úpou. Lanovka je v provozu celoročně, přímo vedle dráhy se nachází sjezdovka.

## První lanovka

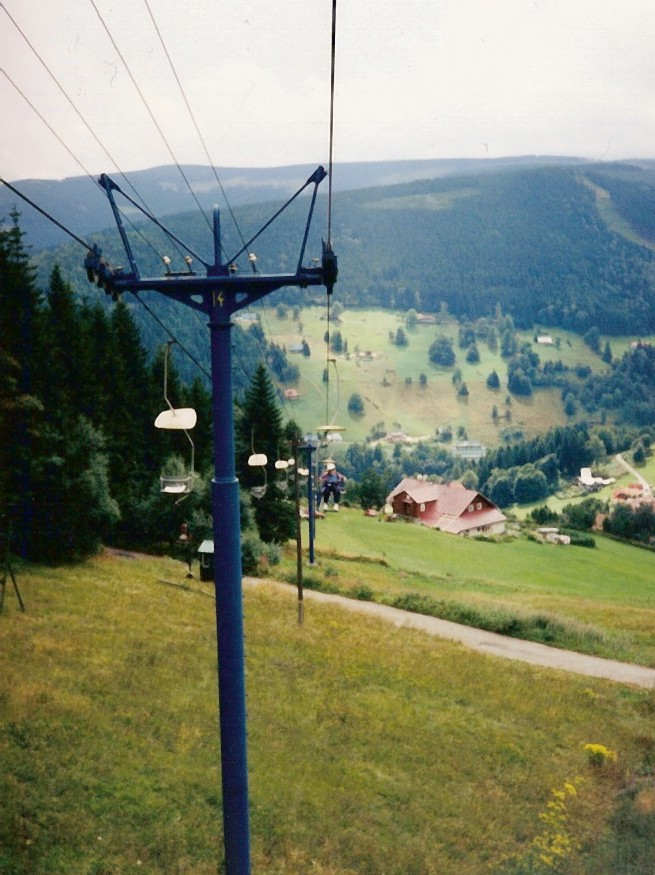
Původní lanovka přibližně v roce 2000

Lanová dráha na „Portášky“ vznikla na konci 60. let 20. století a svůj provoz zahájila v roce 1968 jakožto druhá lanovka v oblasti Pece pod Sněžkou (po dráze na Sněžku). Výrobcem lanové dráhy byl národní podnik Transporta Chrudim, který použil svoji tehdejší obvyklou konstrukci – lanovku s oběžným provozem a pevně uchycenými jednomístnými sedačkami. V roce 1983 proběhla rekonstrukce dráhy, byly opraveny podpěry a vyměněny sedačky.

### Technické parametry
Jednalo se o osobní visutou jednolanovou dráhu oběžného systému s pevným uchycením jednomístných sedaček. Šikmá, skutečná délka lanovky byla 1459 m, vodorovná délka potom 1416 m. Dráha překonávala převýšení 352 m a měla dvě stanice: Velká Úpa (708 m n. m.) a Portášovy Boudy (1060 m n. m.). Dopravní rychlost činila 2 m/s, jízda jedním směrem tak trvala 12,2 minuty. Hodinová přepravní kapacita byla 274 cestujících. Na dráze se nacházelo 130 jednomístných sedaček a 3 sedačky nákladní. Podpěr bylo vystavěno 24 (tři tlačné, zbytek nosných).

## Druhá lanovka

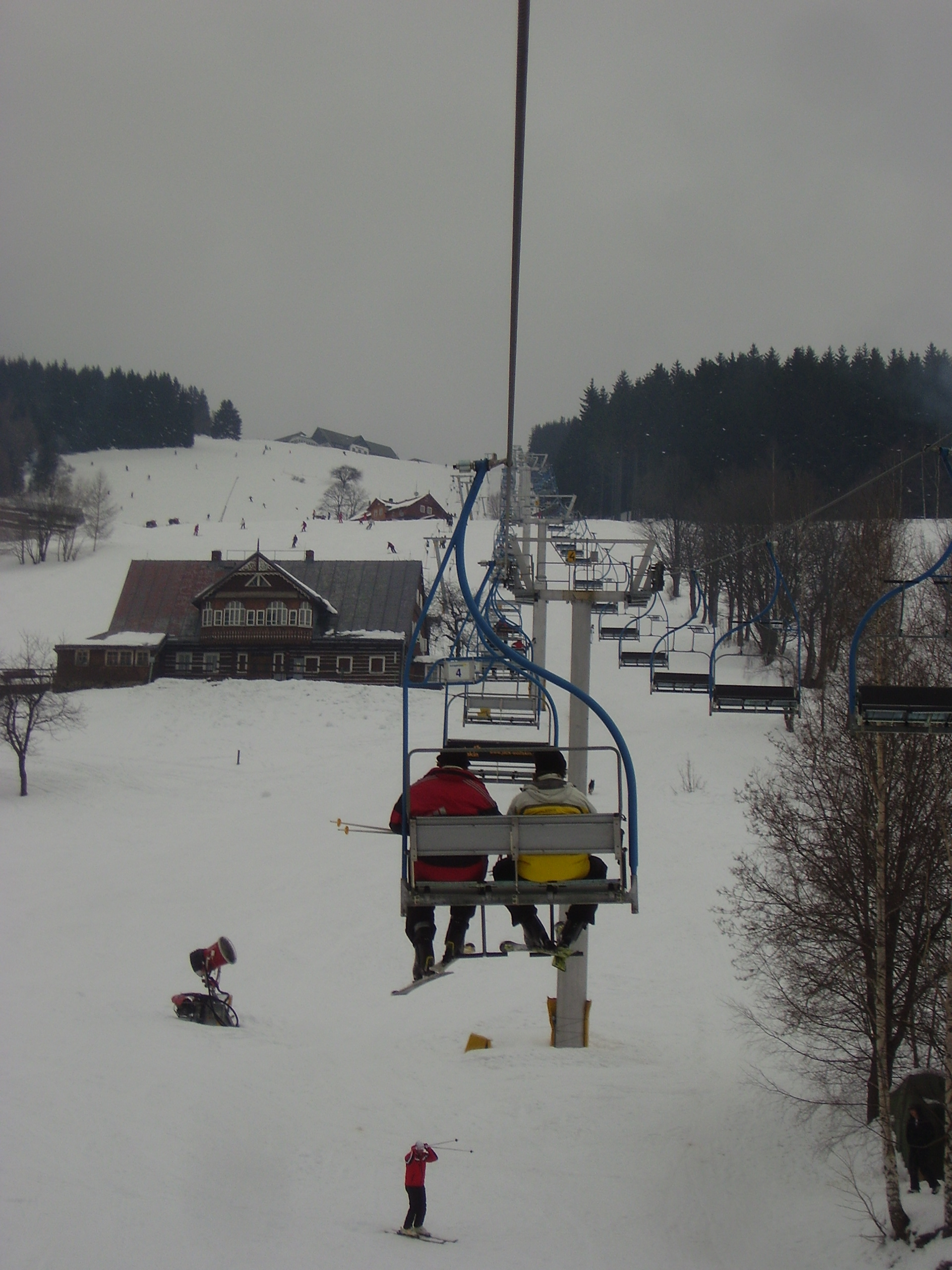
Sedačky lanové dráhy při pohledu vzhůru

Na začátku 21. století již ale zastaralá a málo kapacitní lanovka nevyhovovala. Proto majitel přistoupil v roce 2005 k demontáži celé lanové dráhy (motor byl např. prodán lanovce na Kleť) a k zakoupení trojsedačkové lanovky ze Slovenska, která od roku svého vyrobení v roce 1986 sloužila v lyžařském středisku Jasná v Nízkých Tatrách. Tuto dráhu vyrobila slovenská společnost Tatrapoma. Její provoz na novém působišti v Krkonoších byl zahájen ještě v roce 2005. Současným provozovatelem lanové dráhy je firma BOBOLIFT společnost s ručením omezeným.

### Technické parametry
Nová lanovka je osobní visutá jednolanová dráha oběžného systému s pevným uchycením trojmístných sedaček. Má šikmou délku 1464 m, vodorovnou 1421 m a převýšení 354 m. Dolní stanice Velká Úpa se nachází v nadmořské výšce 708 m, horní stanice Portášovy Boudy v 1062 m n. m. Rychlost byla zvýšena na 2,5 m/s, čímž se zkrátila jízdní doba na 9,8 min. Díky zvýšené dopravní rychlosti a použití trojmístných sedaček (celkem 142 ks) činí současná přepravní kapacita dráhy 1300 osob za hodinu. Počet podpěr byl snížen na 15 (jedna tlačná, čtyři nosnotlačné, ostatní nosné).

## Provoz

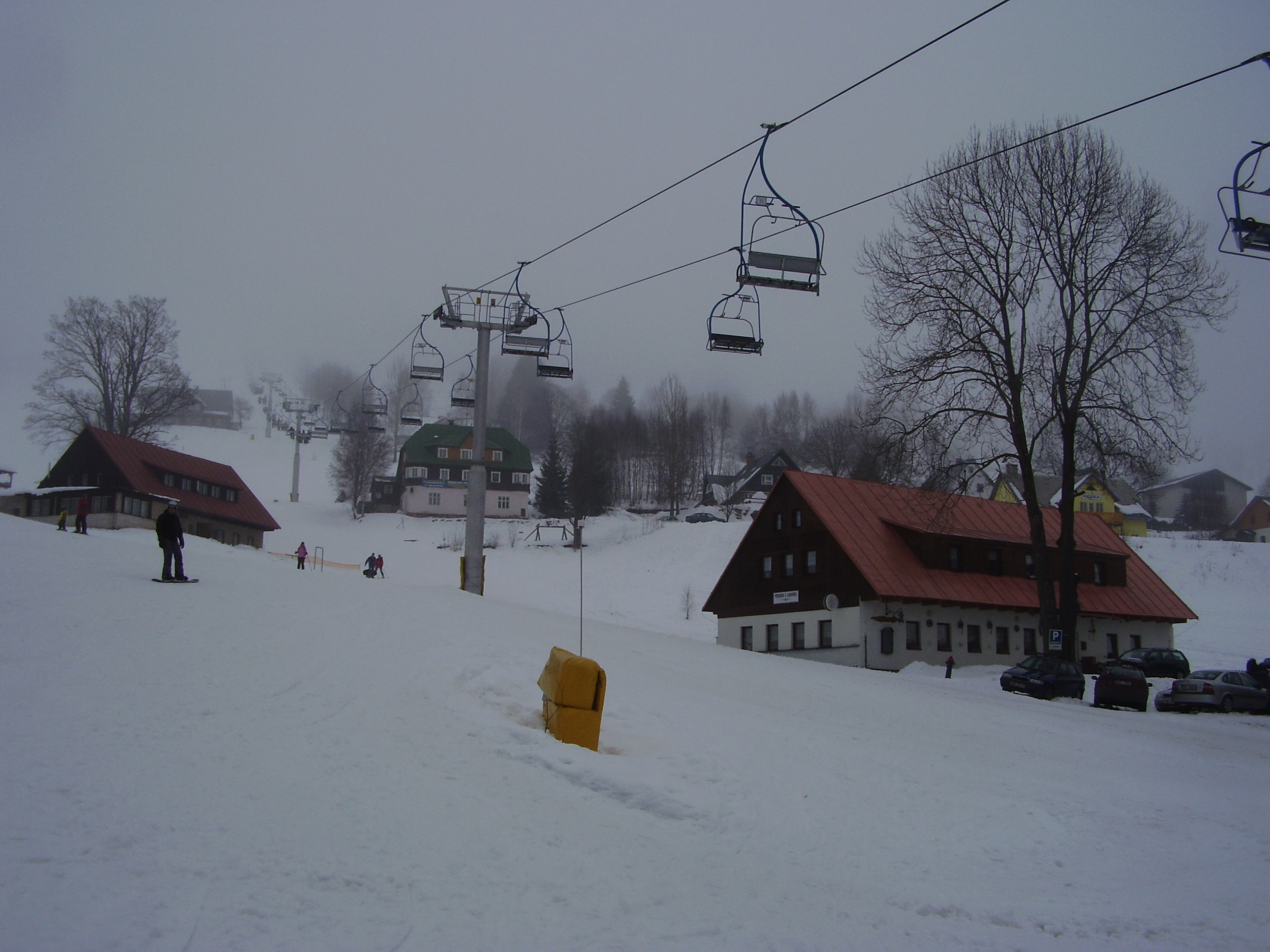
Pohled na lanovou dráhu od spodní stanice

Lanovka na Portášovy Boudy jezdí celoročně. V zimní sezóně je v provozu denně od 9 do 17 hodin. V roce 2007 jezdila celoročně každý den od 9 do 16 hodin, jedna jízda stála 40 Kč.